# 船尾昭直
船尾 昭直（ふなお あきなお）は、戦国時代から安土桃山時代にかけての武将。佐竹氏の家臣。

## 出自
船尾氏は陸奥国の岩城氏11代当主・岩城常隆の子・隆輔（隆相）が、岩城氏と対立していた岩崎氏の滅亡後にその本拠地であった船尾（現在の福島県いわき市常磐関船町・常磐下船尾町）を与えられたことに始まるとされる。しかし、岩城氏の最前線に立たされ度々所領を失う危機に見舞われると、隆輔の子・隆直は天文22年（1553年）頃から常陸国の佐竹氏に従属する。また、後北条氏とも関係を結び、弘治年間に船尾氏が所領を失った際には、北条氏康と佐竹義昭が共同で圧力をかけて隆直を復帰させている。

## 生涯
船尾隆直の子として誕生。天文22年（1553年）11月、主君・佐竹義昭の偏諱を受け昭直を名乗った。翌天文23年（1554年）、伊勢神宮参詣のついでに諸国を旅していた佐竹氏家臣の中に昭直と考えられる「船尾九郎三郎」がいたことが、播磨国浄土寺（兵庫県小野市）の壁に残された落書きに記されている。
昭直は早い時期から佐竹義昭・義重に仕え、主に南奥の諸将との交渉役となる。高野山へ出奔しようとした石川晴光（道堅）の説得や白河結城氏と佐竹氏・岩城氏の和睦交渉にあたるなどの活躍をみせている。天正3年（1575年）には滑津城を与えられ、赤館城の佐竹義久と共に佐竹氏の南陸奥の先鋒となった。
佐竹義重の次男・喝食丸（後の蘆名盛重）が白河結城氏の養子に入ったときは後見を務め、以後佐竹氏・白河結城氏・岩城氏と何らかの主従関係を持つことになった。その後、喝食丸が改めて蘆名氏の養子となった際に、昭直は会津には同行せず、この関係が蘆名氏の滅亡まで継続されることになる。
天正13年（1585年）、矢田野顕義に娘を嫁がせる。
天正17年(1589年)、蘆名氏を滅ぼして蘆名盛重を追った伊達政宗が須賀川城の二階堂氏を滅ぼすと、結城義親や石川昭光、浅川豊純などの佐竹方だった南陸奥の国人がこぞって伊達方に寝返り、昭直の居城・滑津城は伊達方の武将に取り囲まれる形になってしまう。昭直も伊達方への寝返りを申し入れたものの政宗からは許されず、伊達氏及びその傘下の石川氏・浅川氏によって何度も攻め込まれて辛うじて踏みとどまるが、佐竹義重の命により兵を退く。その直後の豊臣政権における宇都宮仕置によって滑津城は白河結城氏・石川氏らの旧領と共に会津領に編入され、残された他の所領も文禄4年（1595年）に行われた大規模な知行割替によって茨城郡1600石に移封された。移封は子・義綱に対して行われており、この時には昭直は死亡もしくは隠居していたと考えられている。
その後の主家の秋田転封の際に義綱は突如出奔、弟・林勝貞だけがそのまま佐竹氏に仕える。その後、大坂冬の陣において叔父・勝貞に従って出陣した義綱の子・隆広が討死し、これを惜しんだ佐竹氏はその弟・勝光を300石で登用して、船尾氏の再興が許される。なお、義綱はその後も秋田に赴くことなく、寛永7年（1630年）に米沢にて没している。